# NGC 1541
NGC 1541 è una galassia lenticolare situata nella costellazione del Toro, a una distanza di circa 237 milioni di anni luce dalla nostra Via Lattea.

## Scoperta
La galassia è stata scoperta il 14 novembre 1863 dall'astronomo tedesco Albert Marth.